# Paratubiluchus
Paratubiluchus is een uitgestorven geslacht in de taxonomische indeling van de peniswormen (Priapulida).